# Массачусет

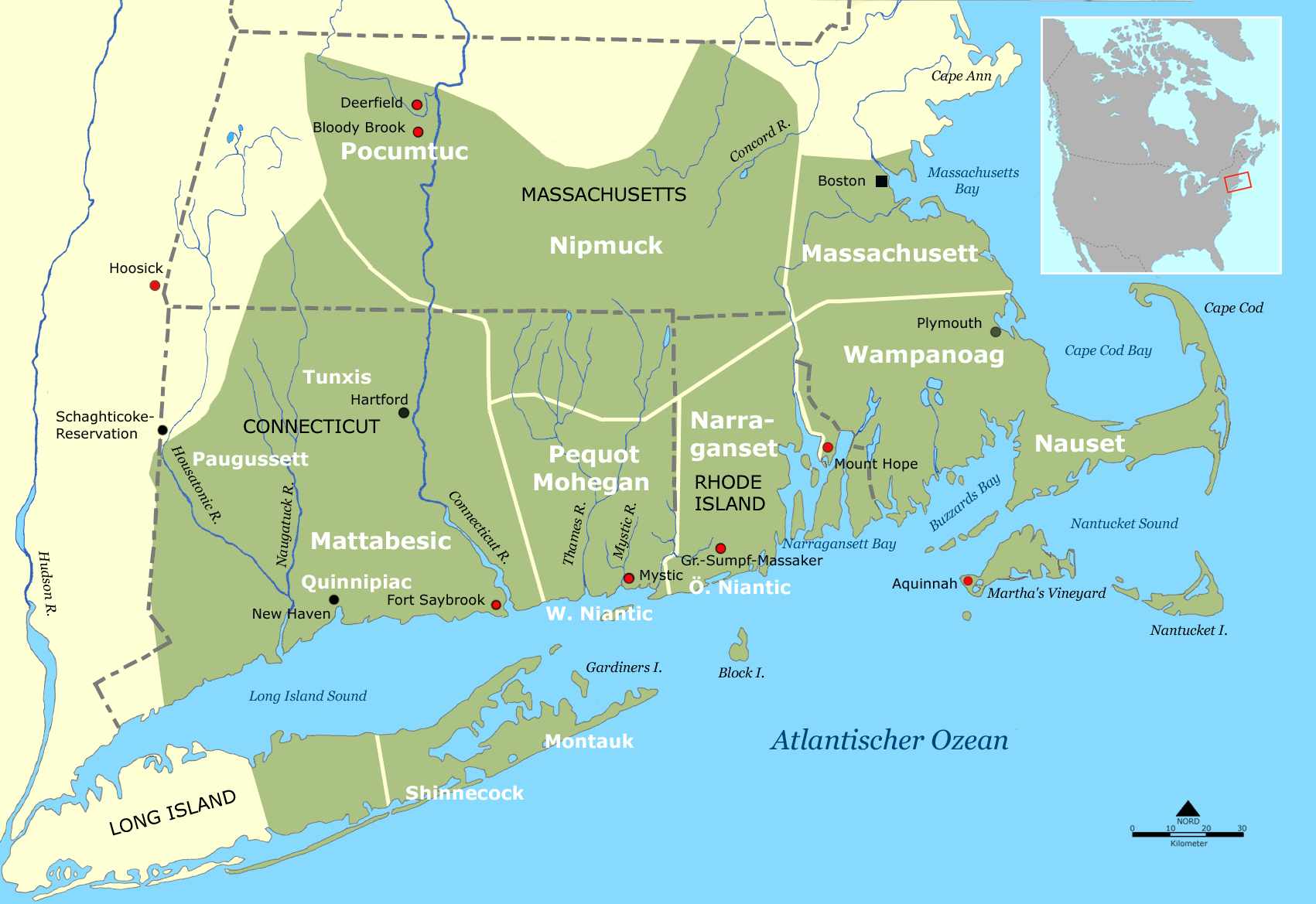
Карта розселення індіанських племен в південній Новій Англії на 1600 рік

Массачусет — америндський народ, що мешкає в Північній Америці на території американського штату Массачусетс і дало цьому штату назву. Відноситься до алгонкінських народів. В наш час залишилося лише невелика кількість індіанців цього племені. Розмовляли массачусетською мовою, що відноситься до алгонкінських мов.
Назва перекладається як «люди, що живуть поблизу великого пагорба», що за легендою походить від Синіх пагорбів недалеко від Бостона. Історично займалися рибальством та землеробством.
Жили в центрі прибережної частини сучасного штату Массачусетс, у районі, де було засновано місто Бостон.
Велика частина массачусет була знищена протягом XVII століття, а з початком колонізації їх споконвічних земель англійцями. В 1616—1619 роках плем'я сильно постраждало від чуми, завезеної в Америку англійцями, а в 1623 році значна частина решти була вигнана з споконвічних земель групою колонізаторів на чолі з капітаном Майлзом Стендіш через небезпеку повстання, яке готували вожді племені. В 1630-ті землі Массачусетсу заселили близько двадцяти тисяч переселенців з Англії. Проте, не дивлячись на те, що число массачусет значно зменшилося, вони взяли участь у Війні Короля Філіпа в 1675—1676 роках.
Массачусет були звернені в християнство пуританським місіонером Джоном Еліотом, який також опублікував першу в Північній Америці Біблію індіанською мовою.
У 1869 році штат Массачусетс ухвалив акт, згідно з яким члени племені ставали громадянами США. На даний момент залишилося дві нечисленних громади массачусет — одна мешкає в Нейтіці, друга — в Броктоні (обидва міста знаходяться в штаті Массачусетс).